# 承德市
承德市，简称承，旧称热河，是中华人民共和国河北省下辖的地级市，位于河北省东北部。市境南邻天津市、唐山市、秦皇岛市，东接辽宁省朝阳市，东北与内蒙古自治区赤峰市毗邻，西北达内蒙古自治区锡林郭勒盟，西界张家口市，西南与北京市接壤。地处坝上高原与燕山山脉交接地区，地势西北高，东南低，市境南部的雾灵山为燕山主峰，为滦河、海河的分水岭。滦河斜贯全境，武烈河流经城区，市人民政府驻双桥区府前街1号。
承德最早以蒙古语命名为“哈伦告鲁”，或“哈伦郭勒”，意译为“热河”，因此承德又名热河。清初，土地属于喀喇沁、翁牛特部。这里除蒙古人的牧马场以外，还只是一个几十户人家的小山村，叫热河上营。康熙四十二年（1703年），康熙帝在此建避暑山庄以后，成为清朝皇帝避暑或出巡围猎时办公的地方。承德是首批国家历史文化名城，承德避暑山庄及其周围寺庙于1994年列入联合国教科文组织世界文化遗产。

## 历史

### 上古时期
早在新石器时代，就有原始人类劳动、生息在承德这片土地上，这里发现的石斧、网坠、陶鬲等红山文化文物，就是他们曾经在这里劳动生活的遗迹。殷周时期，这里是山戎、东胡少数民族活动的区域，是燕侯的势力范围。战国时期，承德一带隶属于燕国设置的渔阳、右北平、辽西三郡。《史记·匈奴传》记载，燕国曾在这一带修筑长城，现在长城遗址仍依稀可见。特别是著名的兴隆农具铁范发现，说明当时这一带的农业生产已相当发达。

### 中古时期
秦汉至唐宋时期，匈奴、鲜卑、契丹、女真等塞外民族曾先后在此游牧。辽代，这里是奚人的居住区，但其都城辽中京在今承德以北的宁城境内。北宋欧阳修描绘当地游牧民族的诗句：“儿童能走马，妇女亦弯弓”，“合围飞走尽，移帐水泉空”。

### 清代

1875-1890年的承德避暑山庄

元朝灭亡一直到明末，今围场满族蒙古族自治县及附近地区为漠南蒙古各部的牧场。直到清朝初年，热河上营（现承德市区）只是一个“名号不掌于职方”的小村落。围场县朝阳湾镇的大光顶子山时称兴安大岭，故地称兴安。康熙二十二年（1683年）夏，康熙帝与祖母昭圣太皇太后出京到兴安避暑，此为康熙帝第三次出塞北巡，在第一次驻跸兴安后，绵延百年之久的“木兰秋狝”逐步成型:90—91。木兰围场范围在今承德市围场县，赤峰市克旗一带。从此从北京，自古北口外至木兰围场之间，沿途150多公里中，还建有喀喇河屯（滦河镇）、两间房（滦平境内）、波罗河屯（隆化镇）、济尔哈朗图（隆化县牛录）等一路行宫，以备沿途休息所需。
自喀喇河屯行宫向东17公里处，由于热河“群山回合，清流萦绕”的优美环境，周围群山奔赴，符合“四方朝揖，众象所归”的帝王心理，又有“去京师至近，章奏朝发夕至”的政治地理条件，以及控制蒙古、西北、东北的战略地位，清廷于康熙四十二年（1703年）开始在此兴建热河行宫以及外八庙。清朝有七个皇帝在热河驻跸，康熙帝就去过56次。雍正元年（1723年），设热河厅。後雍正帝取“承受先祖德泽”之义，在雍正十一年（1733年）罢热河厅，设承德直隶州，“承德”之名自此始。乾隆六年（1741年），乾隆帝开始巡幸避暑山庄，承德开始进入繁荣期。乾隆四十三年（1778年），皇帝在一道渝旨中说：“热河地方朕每岁秋弥先期驻跸，数十年来户口日增，民生富庶，且农桑繁殖，市肆殷闻……”“皇祖诗云聚民至万家，今则不止于万，俨成大邑矣”。“热河自皇祖建山庄以来，迄今60余年，户口日滋，耕桑益辟，俨然一大都会”，是年升为承德府，此时承德成为当时仅次于北京的另一重要政治中心，有塞外京都之称。嘉庆十五年（1810年），置热河都统署，开始由热河都统统一管理热河当地事务。

#### 年表

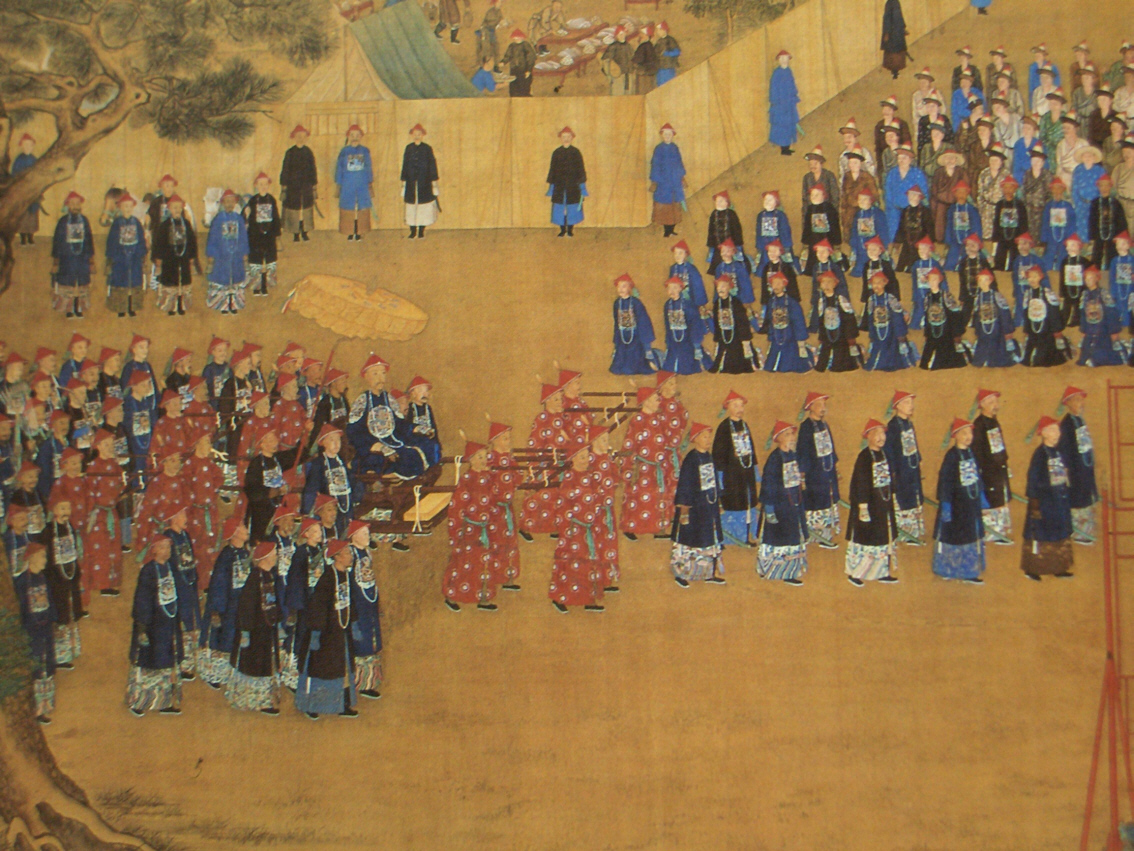
乾隆帝与随驾百官

- 康熙二十二年（1683年）夏，康熙帝第三次出塞北巡，在此期间第一次驻跸兴安（今围场满族蒙古族自治县）[2]:90—91。
- 康熙四十二年（1703年），选址兴建避暑山庄。
- 雍正元年（1723年），设热河厅，此为热河设置国家行政机关之始。
- 乾隆十九年（1754年），乾隆帝在万树园接见杜尔伯特部三策凌（策凌、策凌乌巴什、策凌孟克）。同时分别封他们为亲王、郡王、贝勒，并妥善安顿所携部众，此为清朝最终平定准噶尔之重要步骤之一。
- 乾隆二十四年（1759年）五月，准噶尔属部达什达瓦部2136人来到承德。清政府将他们编入驻防八旗。并将五道梁、狮子园一带地方划为牧地。供他们游牧。二十九年（1764年），达什达瓦部500名士兵及家属又重还新疆，其余部众仍留在热河行宫当差。今承德市狮子沟镇、喇嘛庙村附近的蒙古族即其后裔。
- 乾隆三十六年（1771年）一月，土尔扈特部自伏尔加河流域返回新疆，乾隆帝在此接见其首领渥巴锡，封其为旧土尔扈特汗。
- 乾隆四十三年（1778年）改为承德府。六世班禅在此觐见乾隆帝。
- 乾隆五十八年（1793年）九月，英国馬戛爾尼使團朝见乾隆帝。乾隆帝在避暑山庄万树园接见了英使，但对其提出的六项要求一律予以回绝。英国使团虽未完成打开中国门户、开拓中国市场的任务，但他们在华逗留期间，收集了大量政治、经济、军事情报，为其发动第一次鸦片战争埋下了伏笔。
- 嘉庆十五年（1810年），设热河都统，都统衙门设在承德，即后来的热河都统署。
- 咸豐十年（1860年），英法联军攻占北京，咸丰帝仓皇从圆明园出走，逃往承德。在避暑山庄，咸丰屈服于列强的军事压力，先后批准了《中英北京条约》、《中法北京条约》和《中俄北京条约》。
- 咸豐十一年七月十七日（1861年8月22日），咸丰帝駕崩於避暑山庄烟波致爽殿。同年11月2日，慈安、慈禧与恭親王奕䜣一起发动“辛酉政变”，迅速铲除了肃顺等顧命八大臣一伙势力，又稱「祺祥之變」。事變後，由兩宮皇太后共同執政，是為兩宮聽政。

### 民国（包括满洲国）时期
辛亥革命后，全国废除府建制，承德府改为承德县。北洋政府于1914年设热河特别区，熱河行政中心仍設在承德縣。國民革命軍北伐期間，統治熱河的汤玉麟於1928年7月19日率先宣布热河“易帜”，為東北易幟之前奏。1928年9月17日，國民政府改置热河省，定承德縣为熱河省省会。

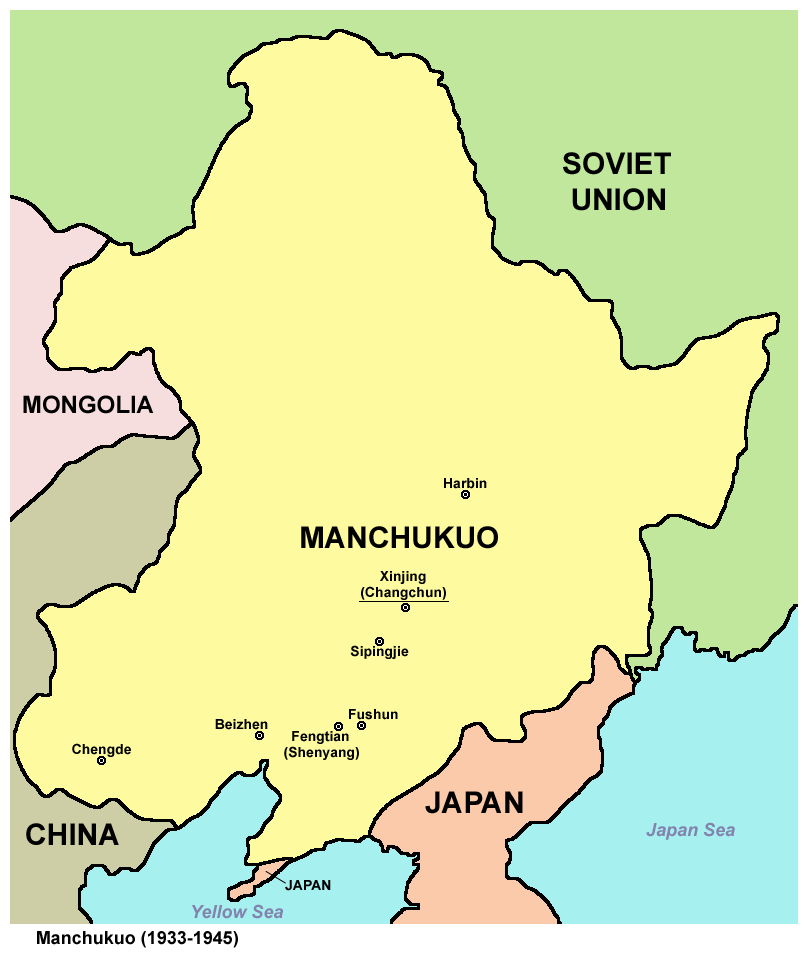
承德在满洲国的位置

由于满洲国成立时，其《建国宣言》中即曾表达过凡长城以北关外东北四省均为满洲的一部分。日本根据《日满议定书》發動熱河戰役，1933年3月4日省会承德失守，日軍攻占热河全境，成立热河省行政指导公署。
1933年5月3日，滿洲國设立热河省公署，省會仍為承德。省直辖承德、围场、隆化、滦平、丰宁、青龙等县。
1945年日本投降，热河省恢复以前中华民国的行政区划。9月筹建承德市人民政府，11月正式成立。
1946年2月24日，承德召開四三会议。中共中央电示东北局和乌兰夫（化名雲澤）共同研究解决热河与东蒙古人民自治政府的争端。会议通过的《关于昭乌达盟行政军事及蒙汉关系诸问题的决定》，规定统一建制、统一军队等问题，妥善地解决热河的蒙汉矛盾。四三会议後，內蒙古自治運動聯合會統籌內蒙古東西部各地方的蒙古族自治運動。
1946年8月，国民党军队占领承德。1948年中共解放军再次攻占承德，将其划归热河省管辖，为解放区热河省省会，同年9月改由承德专区代理。

### 中华人民共和国时期

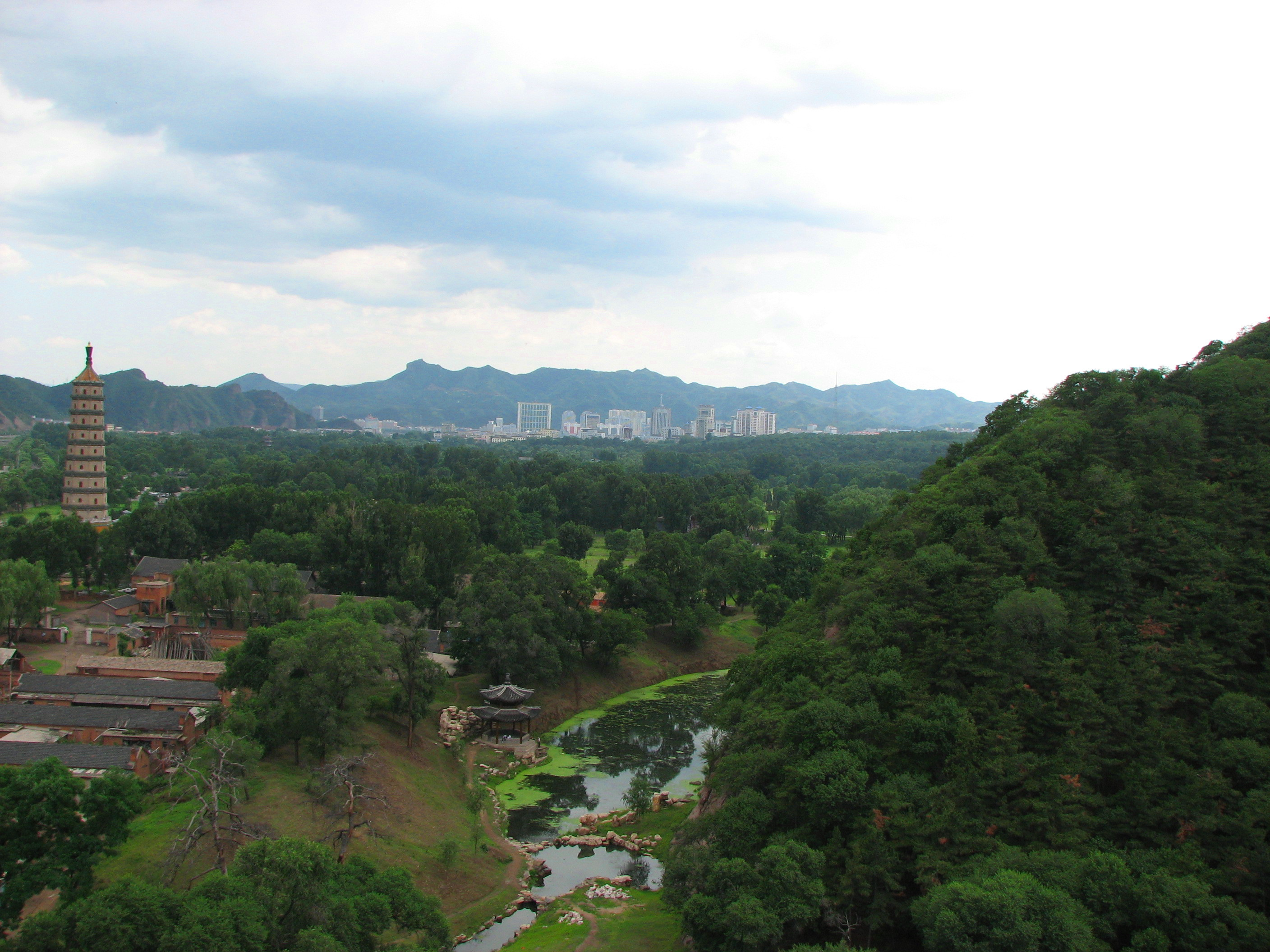
从承德避暑山庄眺望到的承德市中心

1955年7月30日第一届全国人民代表大会第二次会议决议，撤销热河省。原热河省所属承德市及承德、平泉、青龙、兴隆、滦平、丰宁、隆化、围场等8县划归河北省，为省辖市。
1956年11月，兴隆县鹰手营子、寿王坟划归承德市管辖，设鹰手营子矿区。
1958年承德县建制撤消，并入承德市。
1960年3月15日，承德地、市合并，合并后承德市辖区市区、下板城区、隆化县、围场县、丰宁县、滦平县、兴隆县、青龙县、平泉县。
1961年5月承德地、市分设，分设后的承德市设翠桥区、虹桥区、双塔山区、红石峦工委、双峰寺工委。
1965年2月，鹰手营子、寿王坟、马圈子重新划归承德市，复设鹰手营子矿区。
1984年1月承德市改为省辖市，辖双桥区、双滦区、鹰手营子矿区，承德县。青龙县划归秦皇岛市。
1993年7月1日地、市合并，实行市管县的管理体制，辖八县三区。

## 地理

### 位置

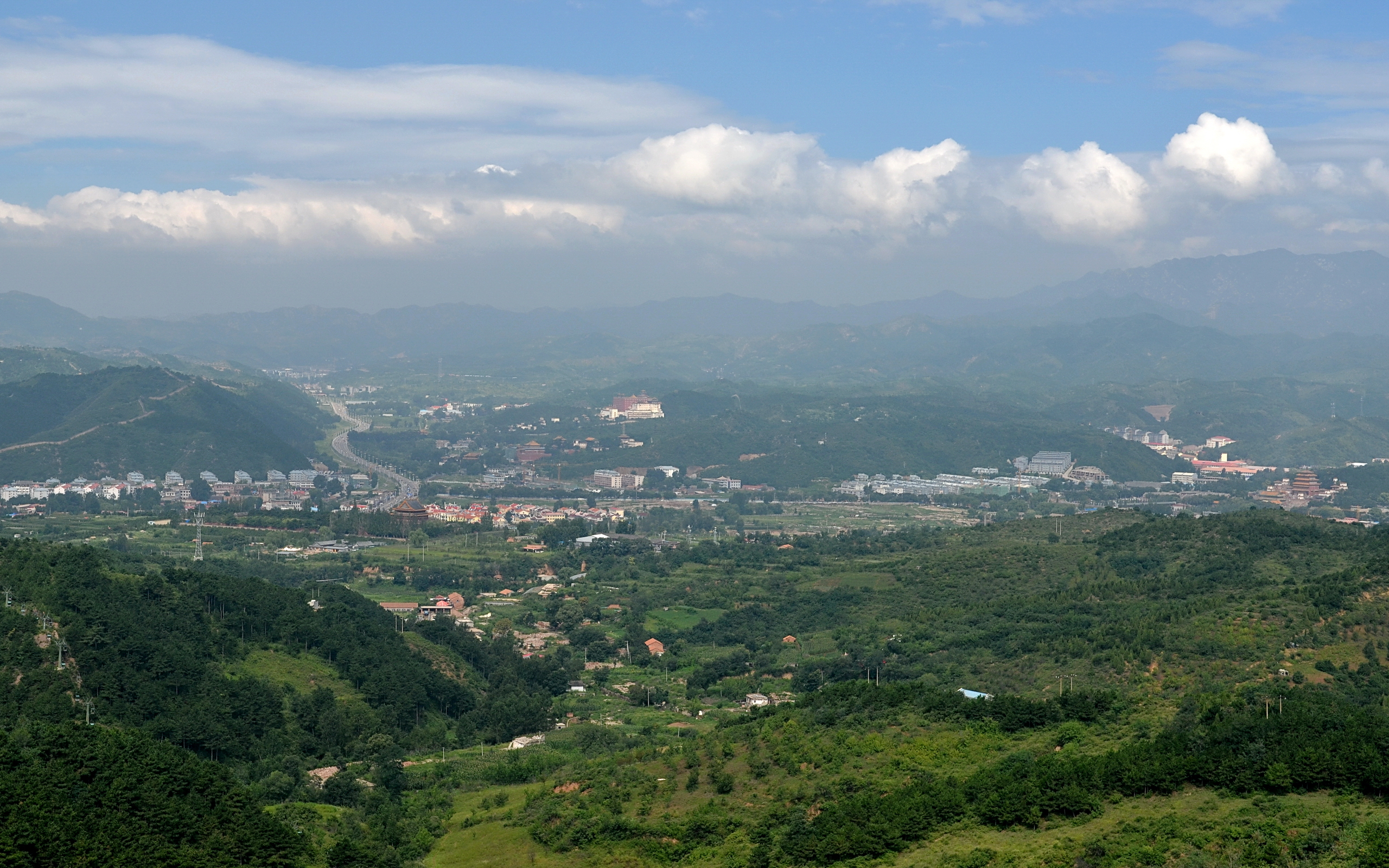
武烈河谷

承德地处河北省东北部，范围介于北纬40°12′－42°37′，东经115°54′－119°15′。处于华北和东北两个地区的连接过渡地带，地近京津，背靠蒙辽，省内与秦皇岛、唐山两个沿海城市和张家口市相邻。城市跨度从北至南269公里，从西往东280公里。本地区行政区域面积39702.4平方公里。占河北省总面积的21.15%。

### 地形
本地区地貌主要由坝上高原和燕北山地两大部分组成。坝上高原位于承德地区的西北部，是内蒙古高原的南缘部分。属于大兴安岭的余脉，海拔高度多在1000米至1700米之间。高原地区地貌呈现东北（制高点围场县菜木山，海拔1850米）与西南部分（制高点丰宁县东猴山，海拔2293米）地势较高。中间地势较低。围场坝上地势平缓，主要由疏缓丘陵和坝缘山地，及波状高原（泡子，滩地，岗梁）组成。还分布有固定，半固定沙丘。丰宁坝上由切割比较明显的坝缘山地，山势较陡。中部为丘间宽广谷地，北部也有固定，半固定沙地。山地由冀北山地和燕山山地组成。冀北山地，海拔高度1300-1500米，相对高度500-800米。山势较陡。河谷成U字形。最高点围场县大光顶子，海拔2067米。最低点滦平县巴克什营镇，海拔212米。燕山山地在本地区南部，最高点燕山主峰，海拔2116米。河谷成V字形。

### 资源

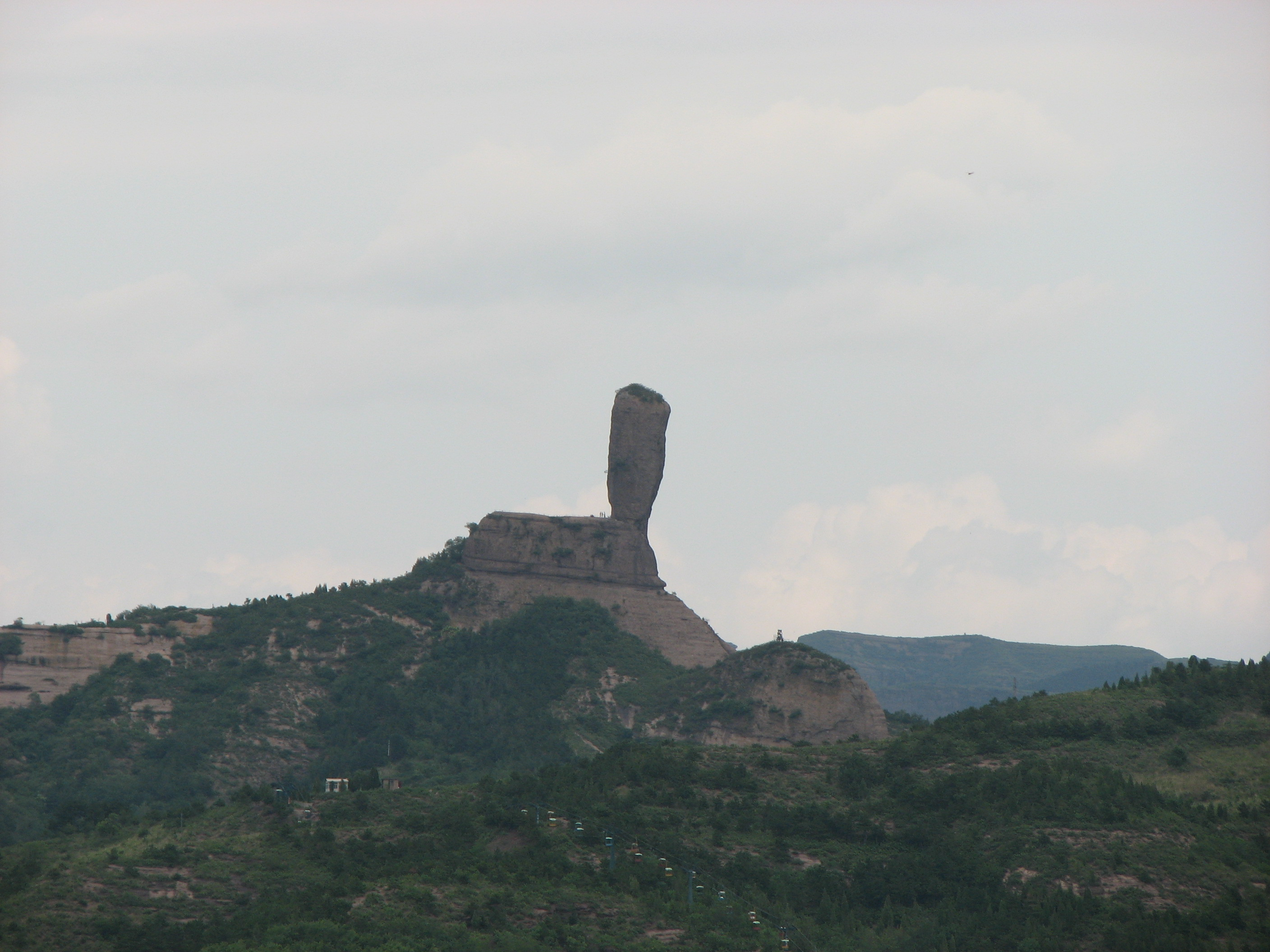
磬锤峰

承德地区境内自然资源丰富。有滦河、潮-白河、辽河四大水系，年产水量37.6亿立方米，是京津唐的重要供水源地。林地面积占河北省的43.4%，草地面积占40%，森林覆盖率48%。承德是华北地区最大的食用菌生产基地，中国北方地区重要的中药材生产基地。目前已发现的矿产有98种，开发利用50种，是中国大陆除攀枝花外唯一的大型钒钛磁铁矿资源基地，已探明钒钛磁铁矿资源储量3.57亿吨，超贫钒钛磁铁矿资源量75.59亿吨。黄金产量居河北省第一位，钼、银、铜、铅、锌和花岗岩、大理石等资源丰富。

### 气候
承德地区属于温带大陆性季风气候。由于区内复杂地形的影响，本地区降水、光照、气温分布亦有一定区别。自然灾害多为旱涝、风灾、霜冻、冰雹等。
| 1981−2010年间承德市的平均气象数据                     | 1981−2010年间承德市的平均气象数据 | 1981−2010年间承德市的平均气象数据 | 1981−2010年间承德市的平均气象数据 | 1981−2010年间承德市的平均气象数据 | 1981−2010年间承德市的平均气象数据 | 1981−2010年间承德市的平均气象数据 | 1981−2010年间承德市的平均气象数据 | 1981−2010年间承德市的平均气象数据 | 1981−2010年间承德市的平均气象数据 | 1981−2010年间承德市的平均气象数据 | 1981−2010年间承德市的平均气象数据 | 1981−2010年间承德市的平均气象数据 | 1981−2010年间承德市的平均气象数据 |
| 月份                                                  | 1月                               | 2月                               | 3月                               | 4月                               | 5月                               | 6月                               | 7月                               | 8月                               | 9月                               | 10月                              | 11月                              | 12月                              | 全年                              |
| ----------------------------------------------------- | --------------------------------- | --------------------------------- | --------------------------------- | --------------------------------- | --------------------------------- | --------------------------------- | --------------------------------- | --------------------------------- | --------------------------------- | --------------------------------- | --------------------------------- | --------------------------------- | --------------------------------- |
| 平均高温 °C（°F）                                     | −1.9 (28.6)                       | 3.0 (37.4)                        | 10.1 (50.2)                       | 19.3 (66.7)                       | 25.6 (78.1)                       | 29.2 (84.6)                       | 30.3 (86.5)                       | 29.2 (84.6)                       | 24.7 (76.5)                       | 17.4 (63.3)                       | 7.1 (44.8)                        | −0.4 (31.3)                       | 16.1 (61.0)                       |
| 日均气温 °C（°F）                                     | −9.3 (15.3)                       | −4.7 (23.5)                       | 2.7 (36.9)                        | 11.8 (53.2)                       | 18.2 (64.8)                       | 22.4 (72.3)                       | 24.2 (75.6)                       | 22.7 (72.9)                       | 17.1 (62.8)                       | 9.5 (49.1)                        | −0.1 (31.8)                       | −7.4 (18.7)                       | 8.9 (48.1)                        |
| 平均低温 °C（°F）                                     | −14.8 (5.4)                       | −10.7 (12.7)                      | −3.8 (25.2)                       | 4.5 (40.1)                        | 11.0 (51.8)                       | 16.0 (60.8)                       | 19.2 (66.6)                       | 17.7 (63.9)                       | 11.0 (51.8)                       | 3.3 (37.9)                        | −5.5 (22.1)                       | −12.4 (9.7)                       | 3.0 (37.3)                        |
| 平均降水量 mm（）                                     | 1.7 (0.07)                        | 3.8 (0.15)                        | 9.2 (0.36)                        | 21.3 (0.84)                       | 47.2 (1.86)                       | 88.0 (3.46)                       | 136.8 (5.39)                      | 108.1 (4.26)                      | 50.4 (1.98)                       | 26.8 (1.06)                       | 7.6 (0.30)                        | 2.6 (0.10)                        | 503.5 (19.83)                     |
| 平均降水天数（≥ 0.1 mm）                              | 1.6                               | 2.1                               | 3.7                               | 4.5                               | 7.8                               | 11.1                              | 14.2                              | 12.6                              | 7.7                               | 5.0                               | 2.5                               | 1.4                               | 74.2                              |
| 平均相對濕度（％）                                    | 53                                | 47                                | 43                                | 40                                | 48                                | 60                                | 73                                | 74                                | 69                                | 60                                | 57                                | 56                                | 57                                |
| 月均日照時數                                          | 195.6                             | 202.3                             | 240.6                             | 258.7                             | 276.4                             | 262.0                             | 229.1                             | 234.0                             | 240.2                             | 236.2                             | 193.5                             | 177.2                             | 2,745.8                           |
| 可照百分比                                            | 66                                | 68                                | 65                                | 65                                | 62                                | 58                                | 50                                | 55                                | 64                                | 69                                | 65                                | 62                                | 62                                |
| 来源：中国气象局（1971−2000年间的降水天数和日照数据） |                                   |                                   |                                   |                                   |                                   |                                   |                                   |                                   |                                   |                                   |                                   |                                   |                                   |

## 政治

### 现任领导
| 机构     | · 中国共产党 · 承德市委员会 | 承德市人民代表大会 常务委员会 | 承德市人民政府       | · 中国人民政治协商会议 · 承德市委员会 |
| 职务     | 书记                        | 主任                          | 市长                 | 主席                                  |
| -------- | --------------------------- | ----------------------------- | -------------------- | ------------------------------------- |
| 姓名     | 柴宝良                      | 傅海旺                        | 王亚军               | 吴清海                                |
| 民族     | 汉族                        | 满族                          | 汉族                 | 满族                                  |
| 籍贯     | 河北省河间市                | 河北省围场满族蒙古族自治县    | 河北省张家口市宣化区 | 河北省平泉市                          |
| 出生日期 | 1972年7月（53歲）           | 1966年10月（58歲）            | 1966年8月（58—59歲） | 1963年12月（61歲）                    |
| 就任日期 | 2022年1月                   | 2025年1月                     | 2022年1月            | 2021年8月                             |

### 历任领导
| 市委书记 - 李月辉（1993年9月－1994年11月） - 柳宝全（1994年11月－1999年3月） - 傅贵武（1999年3月－2001年7月） - 赵文鹤（2001年7月－2008年1月） - 艾文礼（2008年1月－2008年9月） - 杨汭（2008年11月－2012年1月） - 郑雪碧（2012年1月－2015年10月） - 周仲明（2015年10月－2021年3月） - 董晓宇（2021年3月－2022年1月） - 柴宝良（2022年1月－） | 市长 - 柳宝全（1993年9月－1994年11月） - 傅贵武（1994年11月－1999年6月） - 赵文鹤（1999年6月－2001年7月） - 景春华（2001年7月－2006年7月） - 艾文礼（2006年8月－2008年2月） - 张古江（2008年2月－2011年1月） - 赵风楼（2011年1月－2015年4月） - 周仲明（2015年4月－2015年11月） - 常丽虹（2015年11月－2021年4月） - 柴宝良（2021年4月－2022年1月） - 王亚军（2022年1月－） |

### 行政区划

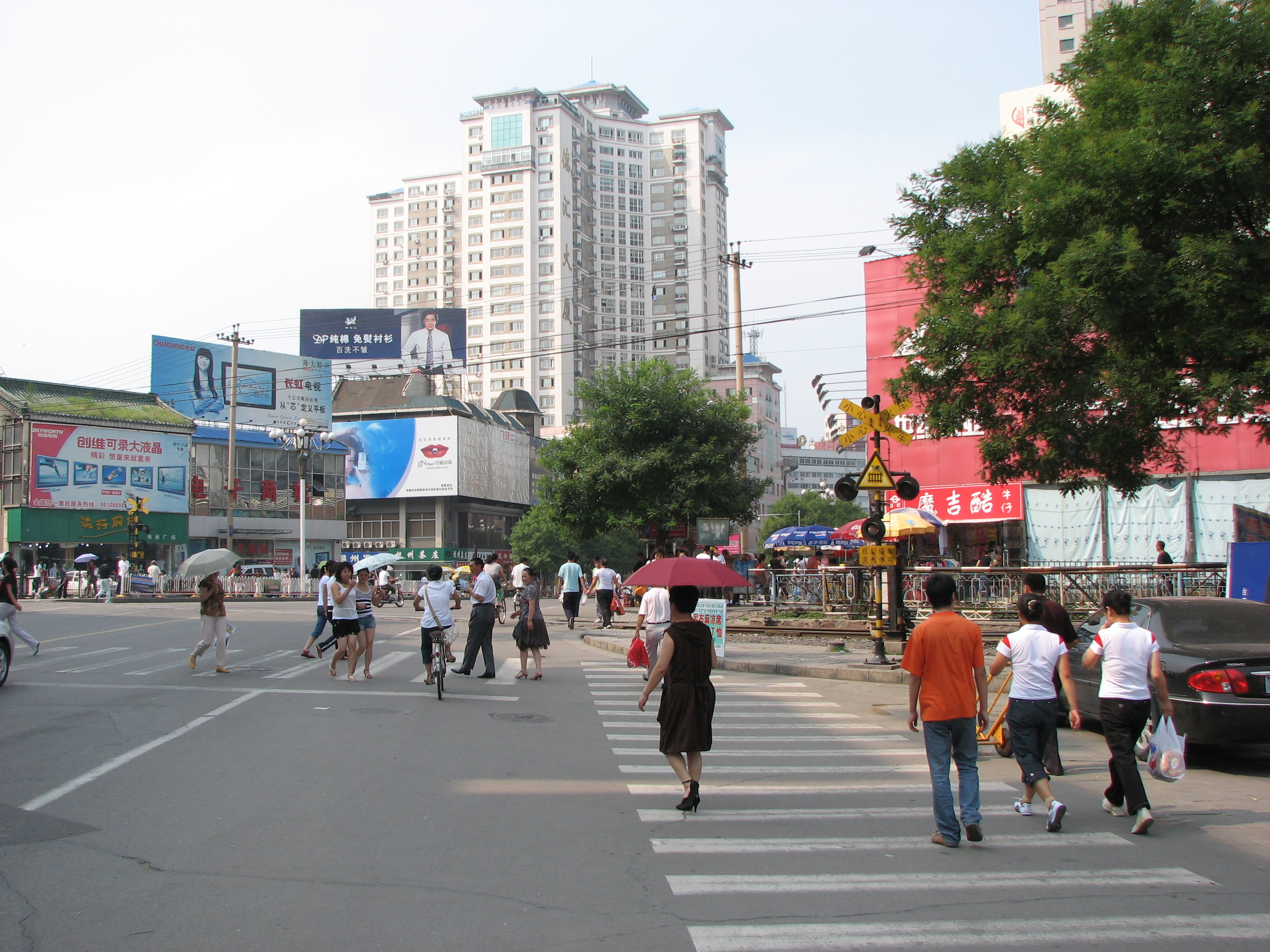
城市街道（2000年代初期）

承德市现辖3个市辖区、4个县、3个自治县，代管1个县级市。
- 市辖区：双桥区、双滦区、鹰手营子矿区
- 县级市：平泉市
- 县：承德县、兴隆县、滦平县、隆化县
- 自治县：丰宁满族自治县、宽城满族自治县、围场满族蒙古族自治县

承德高新技术产业开发区为承德市设立的国家级高新技术产业开发区。在围场满族蒙古族自治县境内设有御道口牧场管理区。

## 人口
根据2020年第七次全国人口普查，全市常住人口为3,354,444人。同第六次全国人口普查的3,473,201人相比，十年共减少了118,757人，下降3.42%，年平均增长率为-0.35%。其中，男性人口为1,700,675人，占总人口的50.7%；女性人口为1,653,769人，占总人口的49.3%。总人口性别比（以女性为100）为102.84。0－14岁的人口为594,157人，占总人口的17.71%；15－59岁的人口为2,022,493人，占总人口的60.29%；60岁及以上的人口为737,794人，占总人口的21.99%，其中65岁及以上的人口为472,399人，占总人口的14.08%。居住在城镇的人口为1,898,080人，占总人口的56.58%；居住在乡村的人口为1,456,364人，占总人口的43.42%。

### 民族
全市常住人口中，汉族人口为1,867,283人，占55.67%；各少数民族人口为1,487,161人，占44.33%。与2010年第六次全国人口普查相比，汉族人口减少106,886人，下降5.41%，占总人口比例下降1.17个百分点；各少数民族人口减少11,871人，下降0.79%，占总人口比例增加1.17个百分点。其中，满族人口减少23,864人，下降1.8%，占总人口比例增加0.64个百分点；蒙古族人口增加11,384人，增长8.35%，占总人口比例增加0.48个百分点。
| 民族名称                | 汉族      | 满族      | 蒙古族  | 回族   | 苗族  | 壮族  | 朝鲜族 | 彝族 | 土家族 | 布依族 | 其他民族 |
| ----------------------- | --------- | --------- | ------- | ------ | ----- | ----- | ------ | ---- | ------ | ------ | -------- |
| 人口数                  | 1,867,283 | 1,301,287 | 147,695 | 26,564 | 3,150 | 2,033 | 1,059  | 858  | 694    | 514    | 3,307    |
| 占总人口比例（%）       | 55.67     | 38.79     | 4.40    | 0.79   | 0.09  | 0.06  | 0.03   | 0.03 | 0.02   | 0.02   | 0.10     |
| 占少数民族人口比例（%） | －        | 87.50     | 9.93    | 1.79   | 0.21  | 0.14  | 0.07   | 0.06 | 0.05   | 0.03   | 0.22     |

### 世居姓氏

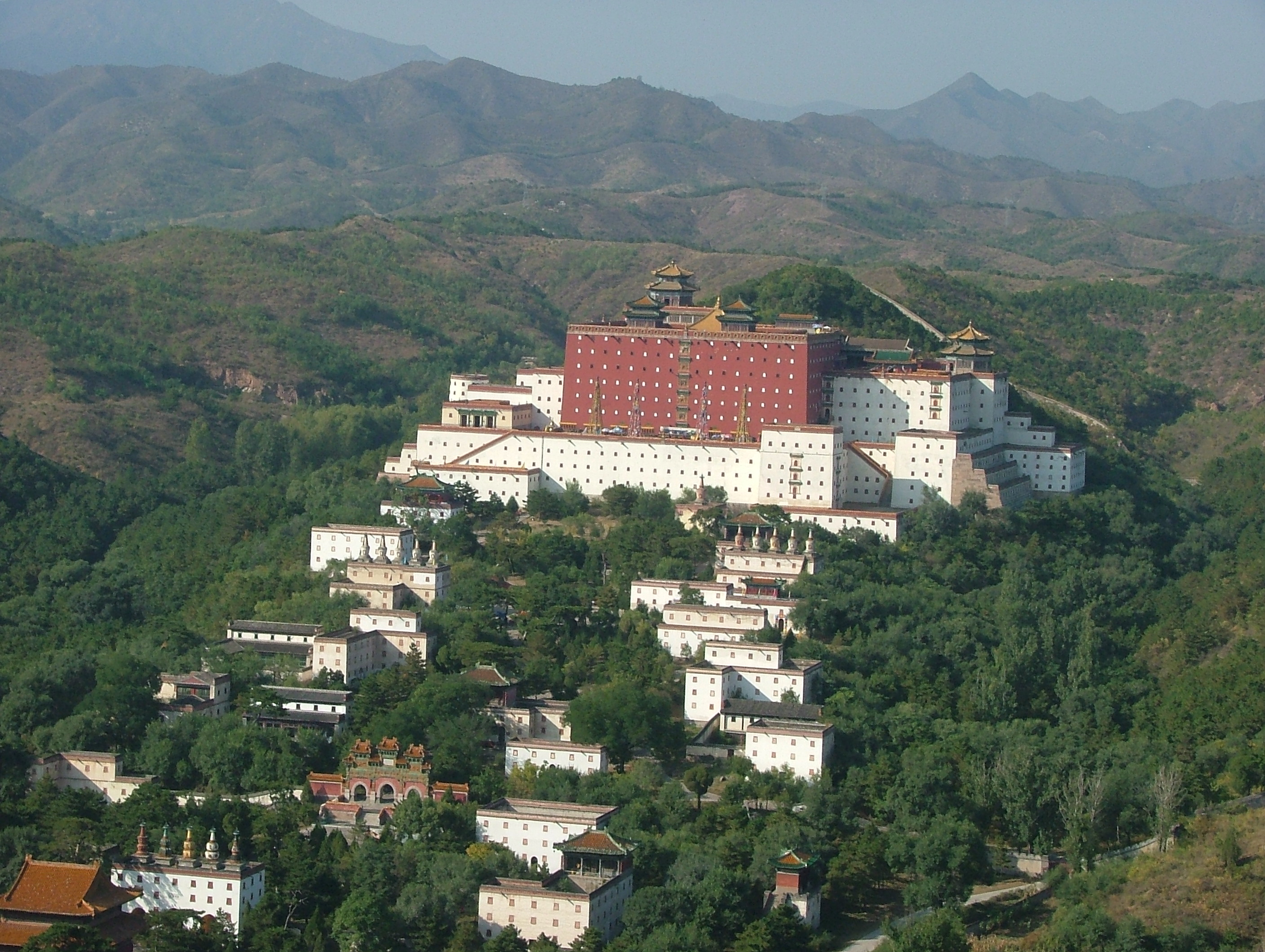
承德外八庙的普陀宗乘之庙

布尔噶苏台，蒙古察哈尔部游牧地，后为清朝皇宫木兰围场，察哈尔氏、超穆特氏世居地，今河北省承德市。
“布尔哈齐特”、布尔哈吉特、布尔哈济特，读音作bù ěr hā qí tè，源于蒙古族，出自元朝时期蒙古布尔哈齐特部，属于以部落名称汉化为氏。源于蒙古族，出自元朝时期蒙古布尔哈齐特部，属于以部落名称汉化为氏。世居察哈尔布尔噶苏台地区（今河北承德）。后有满族引为姓氏者，在清朝晚期以后多冠汉姓为布氏、卜氏、撒氏、葛氏等。
“超穆特”、潮穆特，读音作chāomùtè，满语为CaomutHala，源于蒙古族，出自元朝时期蒙古喀喇沁部乌梁海·者勒篾的后裔超穆特氏部族，属于以部族名称汉化为氏。在清朝晚期以后多冠汉姓为超氏、晁氏、穆氏、潮氏、绰氏、巢氏等。据史籍《清朝通志·氏族略·蒙古八旗姓》记载：蒙古族超穆特氏，亦称潮穆特氏，简称穆特氏，世居布尔噶苏台（亦称热河上营、木兰围场，今河北承德）。后有满族、锡伯族、达斡尔族引为姓氏者，满语为CaomutHala。
“察哈尔氏”，据史籍《清朝通志·氏族略·蒙古八旗姓》记载：蒙古族察哈尔氏，亦称察哈喇氏、多罗特氏，以部为氏，世居察哈尔（今河北张家口一带，包括河北、内蒙乌兰察布盟、锡林郭勒盟一部、山西部分地区）、布尔噶苏台（今河北承德）、阿尔达额尔苏（今黑龙江勃力）、科尔沁（今内蒙古东部通辽地区、以及吉林西部一带）、萨喇穆鲁（今河北围场）等地。后有满族通过联姻方式引为姓氏者，满语为Cahar Hala、Duolot Mokun、Cahala Mokun。

## 交通
101国道、 112国道、 233国道和京承、京通铁路贯穿全境。 京承高速连接北京和承德。承德为京承线之主要车站之一。承德火车站位于承德市东南，京承、锦承、承隆三条铁路在承德站交汇，北京-丹东普快列车也途经此地。2009年，兴建联通北京-承德-沈阳的京沈客运专线，在承德市内设兴隆县西、安匠、承德南、承德县北、平泉北站，设计时速350公里。通车后北京到承德需要1小时左右。2019年年初，辽宁段和河北段已经通车，北京段2021年1月22日通车。

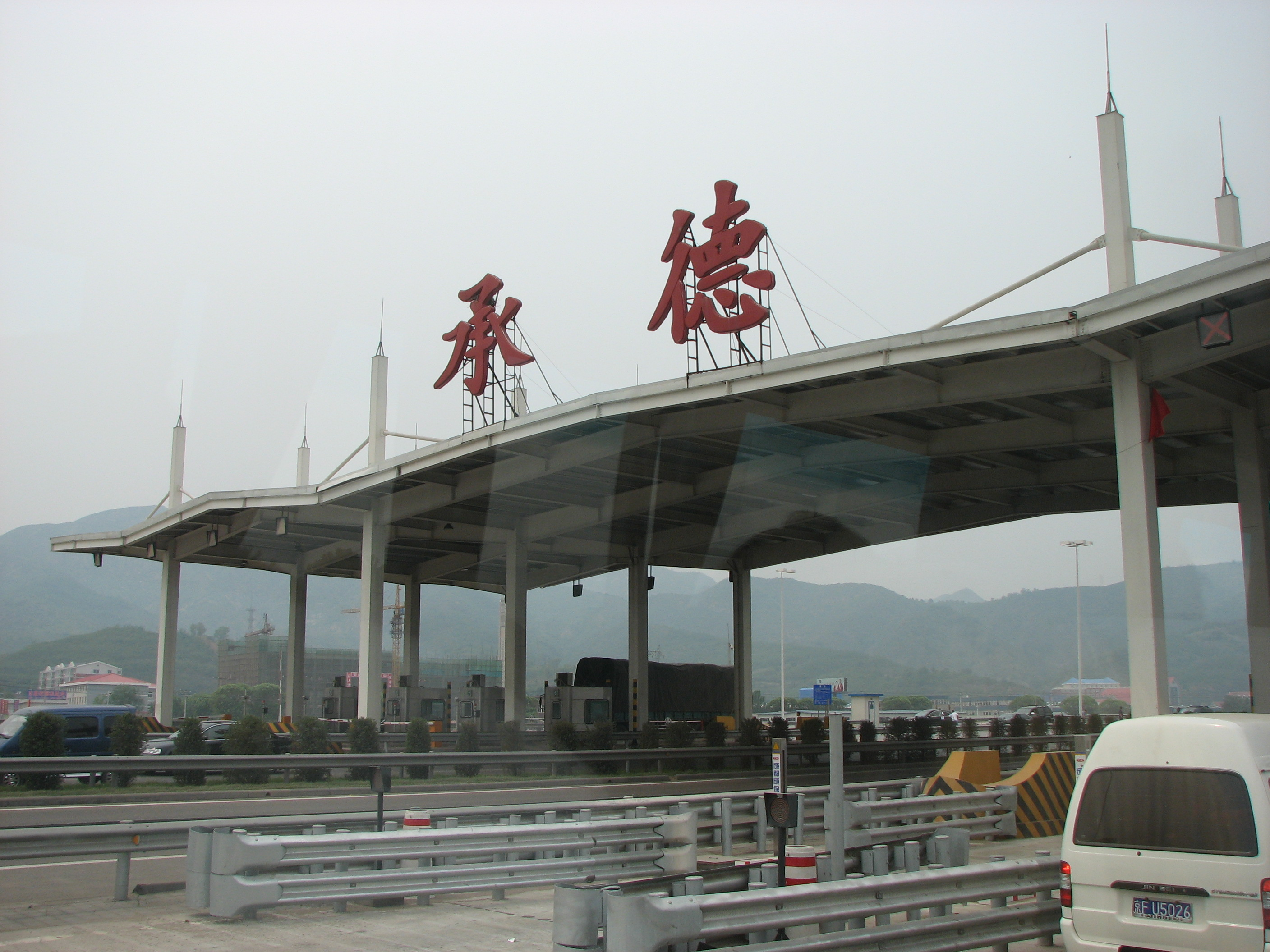
承德收费站

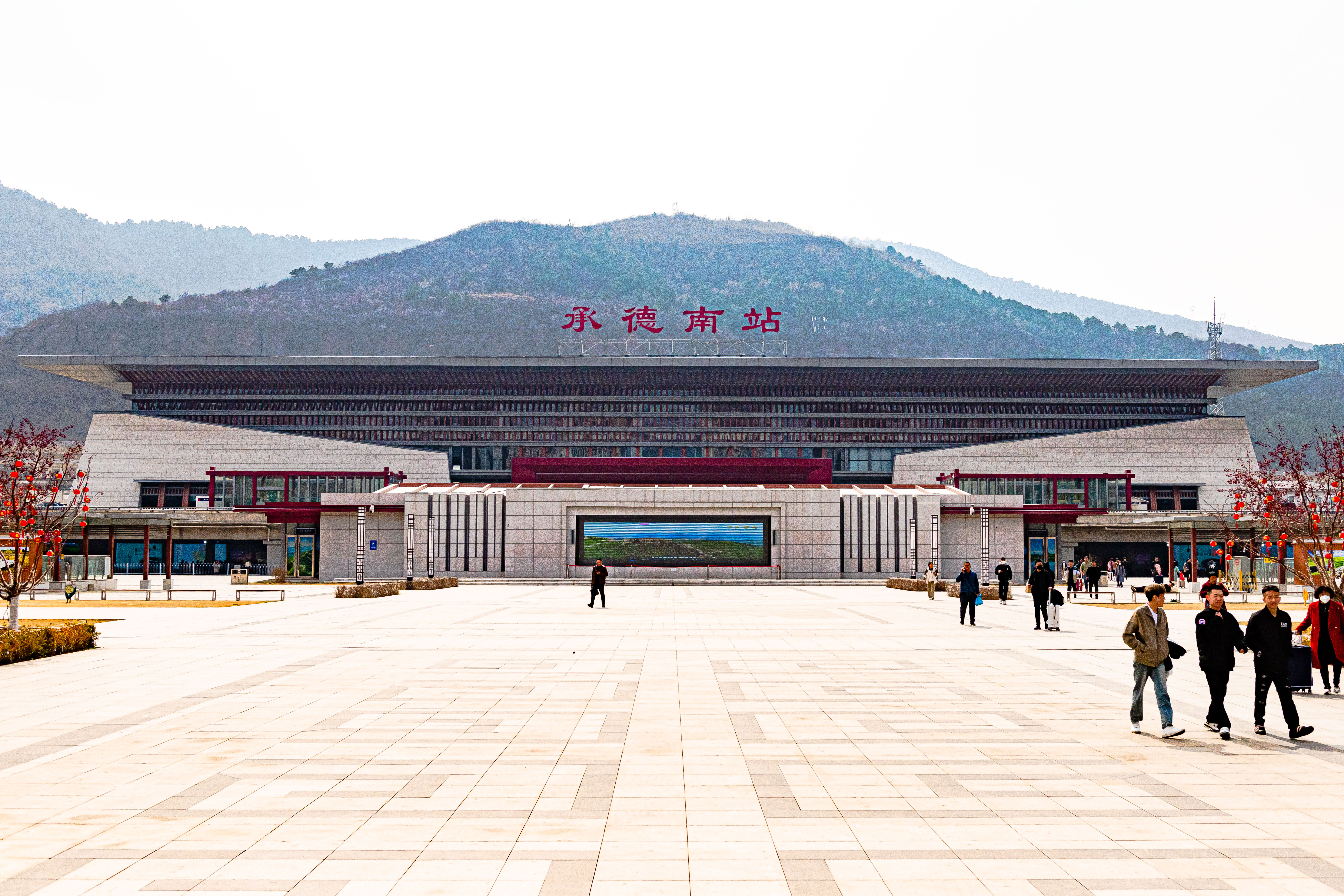
京哈高铁承德南站

另外，根据《承德市城市总体规划（2008-2020年）》共分三个时期，分别为：近期2008—2010年；远期2011—2020年；远景展望到2050年。在规划期内，将建成京承高速（承德至北京）、承朝高速（承德至朝阳）、承赤高速（承德至赤峰）、承张高速承德至张家口、承唐高速承德至唐山、承秦高速承德至秦皇岛6条高速公路。铺设承德至北京）、承德至唐山、承德至赤峰（承德至坝上）3条城际铁路，在中心城区附近新建1座4C级支线机场（坝上旅游支线机场）。目前截止于2013年10月初，已经建设完工并通车的有高速四条段376公里，即： 京承高速（2009年9月27日）、承唐高速（2010年11月8日）、承朝高速（2010年11月8日）、承秦高速（2012年12月28日）。在建高速两条，承赤高速176公里（2013年10月底承德段）、承张高速204公里将分别于2013年底和2015年建成通车。
- 335国道0公里起点。

承德机场于2013年8月开始动工建设，2017年5月31日投入使用。另外2013年国家公路网规划明确把承平高速（承德—平谷）、承克高速（承德—内蒙古克什克腾）列入国家高速公路网路线调整方案，将大大有利于这两条高速的项目推进。

## 全国重点文物保护单位
- 普宁寺
- 普乐寺
- 普陀宗乘之庙
- 须弥福寿之庙
- 避暑山庄
- 金山岭长城
- 殊像寺
- 安远庙
- 溥仁寺
- 会州城
- 承德城隍庙
- 普佑寺
- 四方洞遗址
- 化子洞遗址
- 顶子城遗址
- 付将沟遗址
- 隆化土城子城址
- 石羊石虎墓群
- 半截塔
- 凤山关帝庙
- 木兰围场御制碑、摩崖石刻

## 名胜古迹

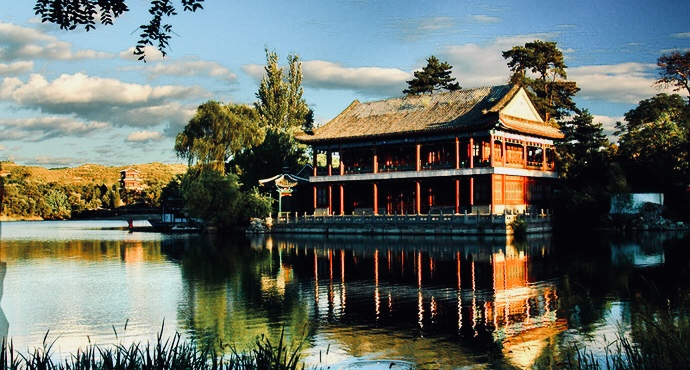
避暑山庄烟雨楼

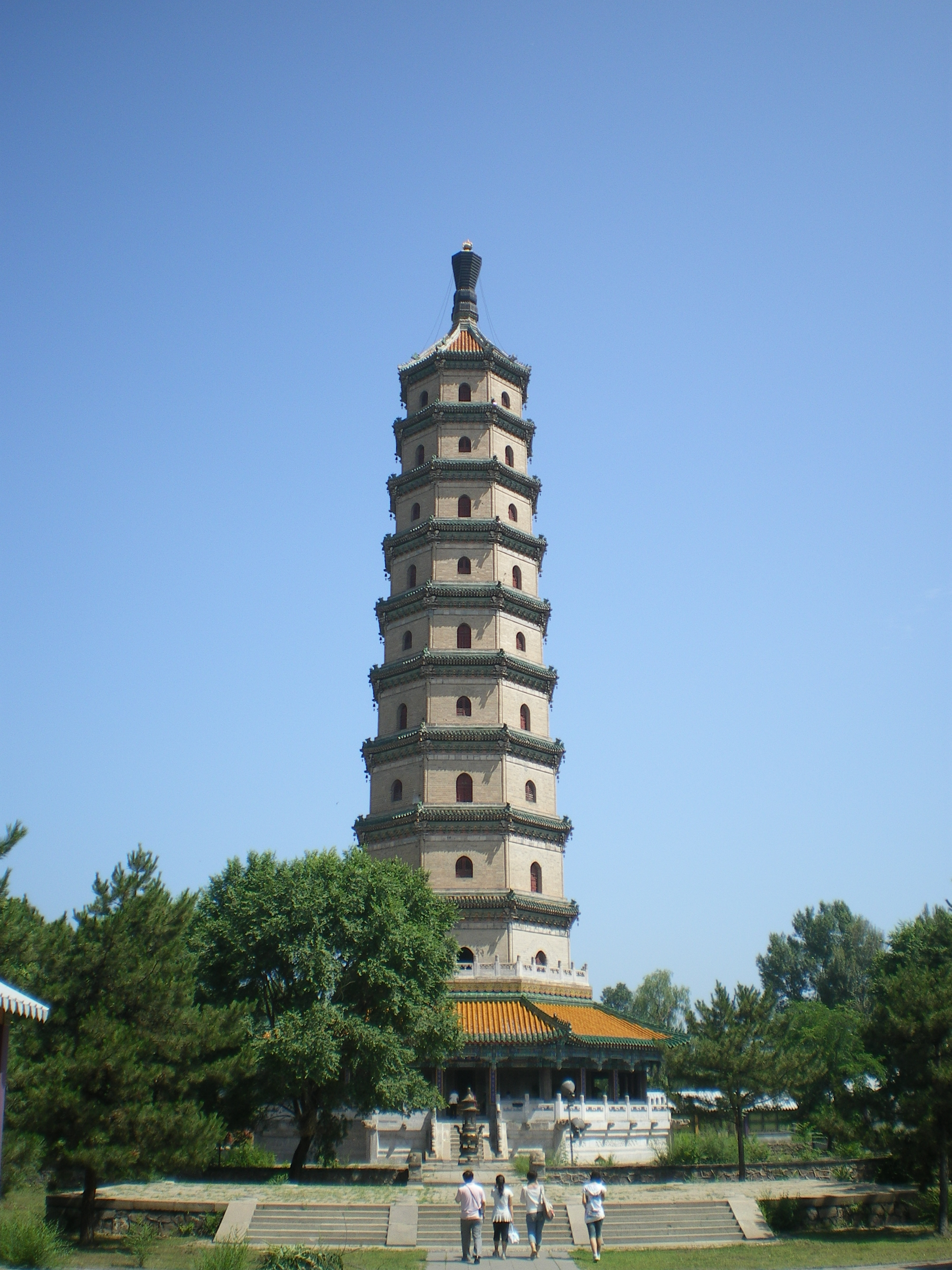
避暑山庄内永佑寺舍利塔

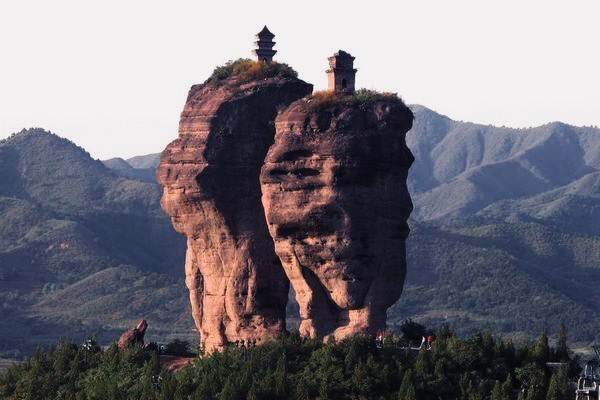
双塔山

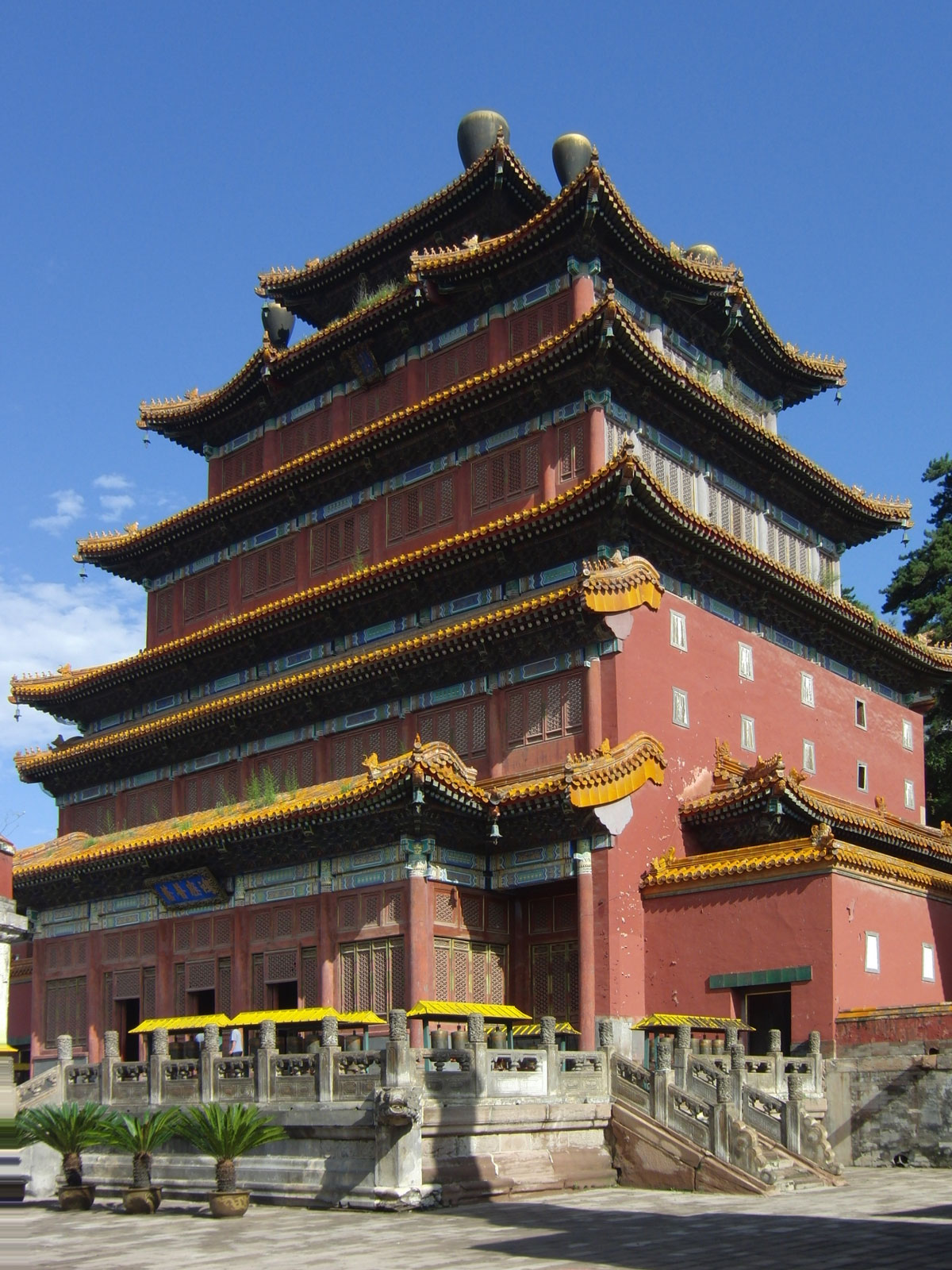
普宁寺

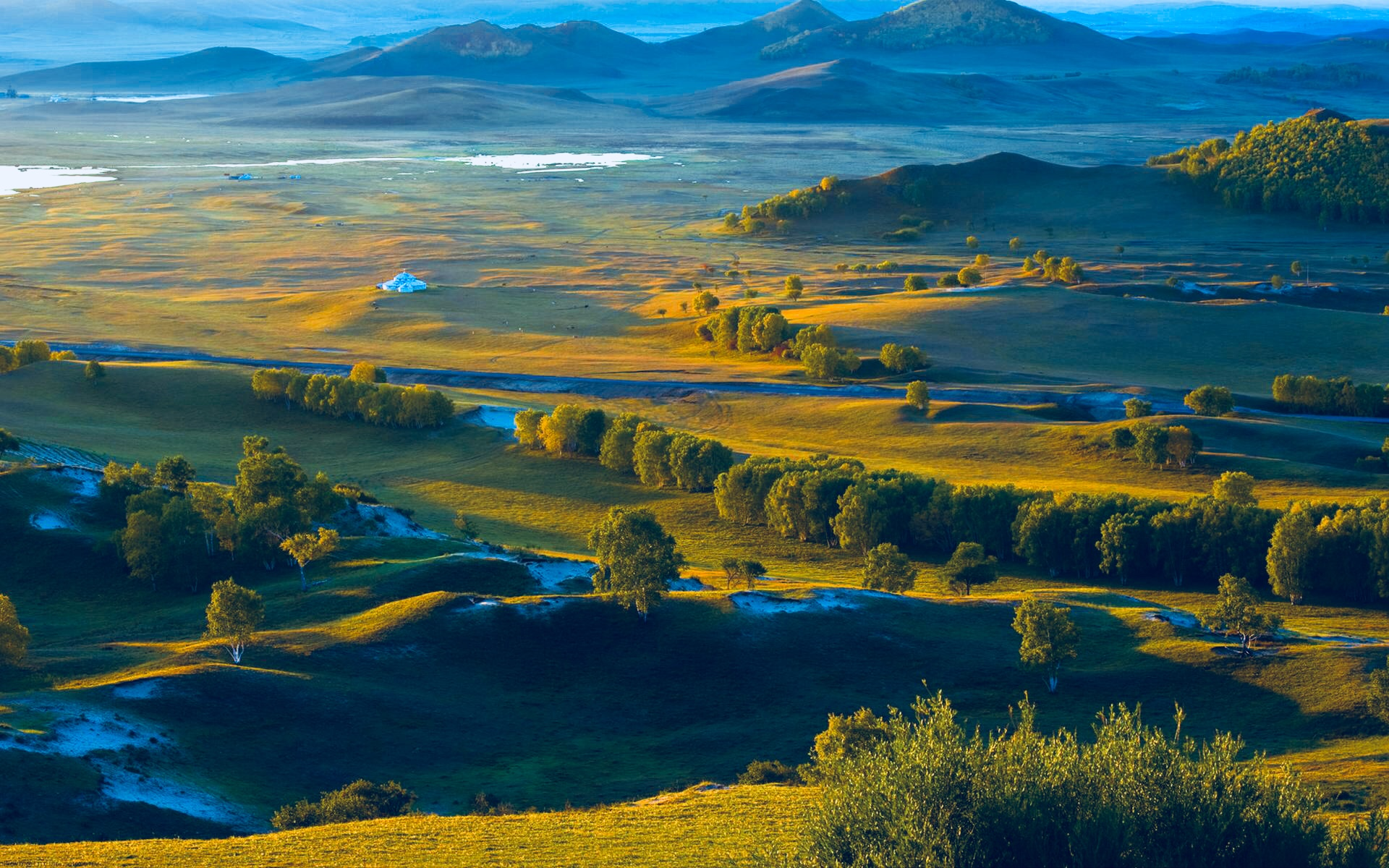
丰宁京北第一草原

- 避暑山庄
- 普陀宗乘之庙
- 须弥福寿之庙
- 普宁寺
- 普乐寺
- 安远庙
- 磬锤峰（俗名：棒槌山）
- 鸡冠山
- 僧冠帽山
- 罗汉山
- 魁星楼
- 双塔山
- 雾灵山（兴隆县）
- 木兰围场
- 京北第一草原
- 董存瑞烈士陵园（全国爱国主义教育基地）
- 金山岭长城 (滦平县）

## 文化特色

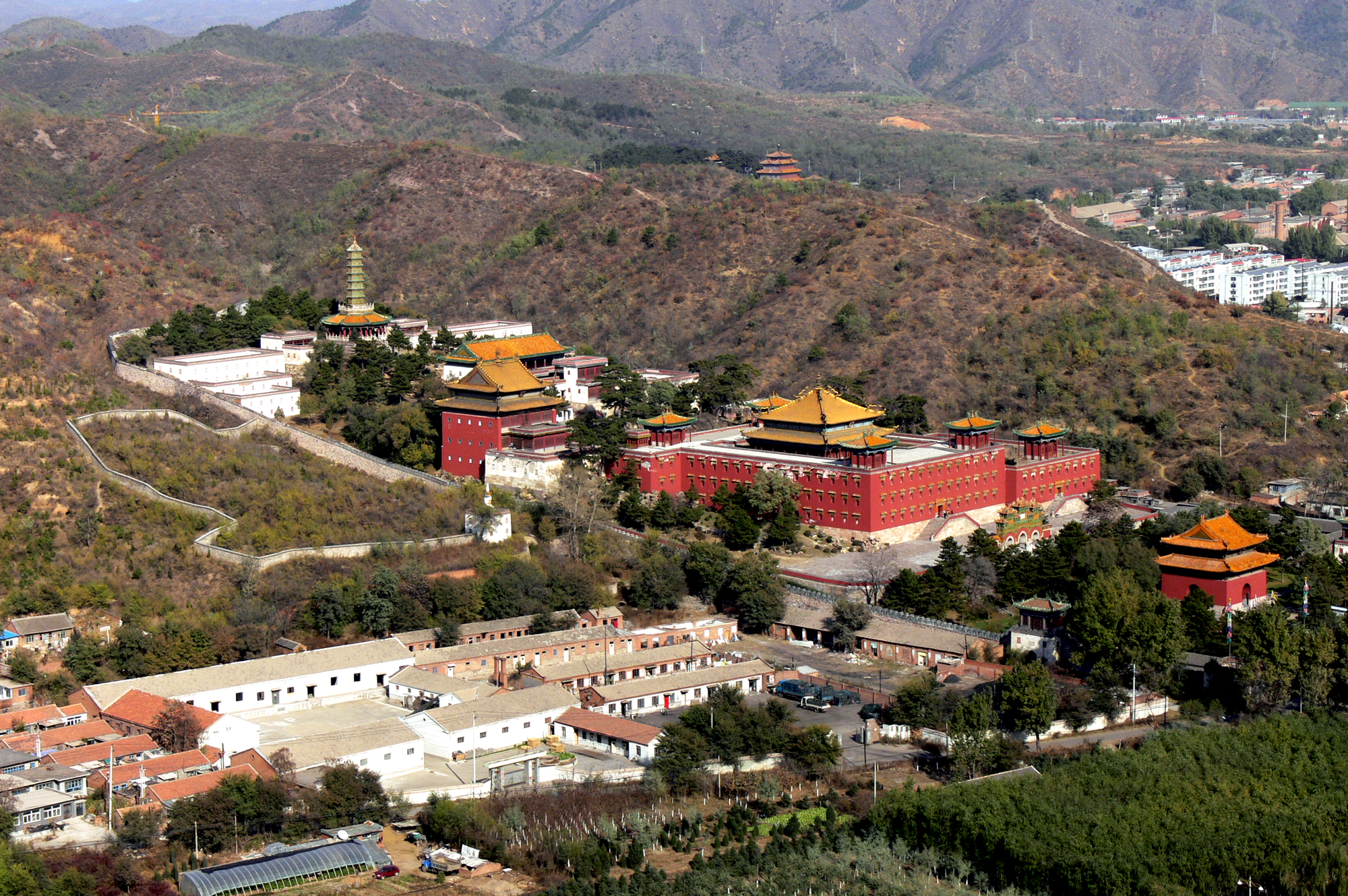
须弥福寿之庙

承德市以其壮丽的风光，独特的魅力和浓厚的文化氛围，使得承德获得了“中国摄影之乡”、“中国摄影家摄影基地”的称号。在承德享誉全国的摄影、绘画、书法等门类都有大量的重量级艺术家及其作品问世。剪纸产业剪纸是承德地域传统家庭文化和满族民族艺术的遗产，其遍布承德各县区，尤其丰宁剪纸最为著名。1992年被文化部命名为“中国剪纸之乡”，2005年列入中国首批非物质文化遗产名录。
| 城市殊荣           | 获奖时间 | 颁奖机构                              |
| ------------------ | -------- | ------------------------------------- |
| 国家历史文化名城   | 1982年   | 中华人民共和国国务院                  |
| 国家重点风景名胜区 | 1982年   | 中华人民共和国国务院                  |
| 世界文化遗产       | 1994年   | 联合国教科文组织                      |
| 中国优秀旅游城市   | 1998年   | 国家旅游局                            |
| “国际花园城市”金奖 | 2005年   | 联合国环境规划署国际公园协会（IFPRA） |
| 中国摄影之乡       | 2002年   | 中国摄影家协会                        |

## 体育运动
2018年世界班迪球錦標賽

## 友好城市
- 日本柏市
- 日本高崎市
- 美国明尼苏达州Dakota County
- 巴西圣安德烈
- 比利时威尔萨姆市

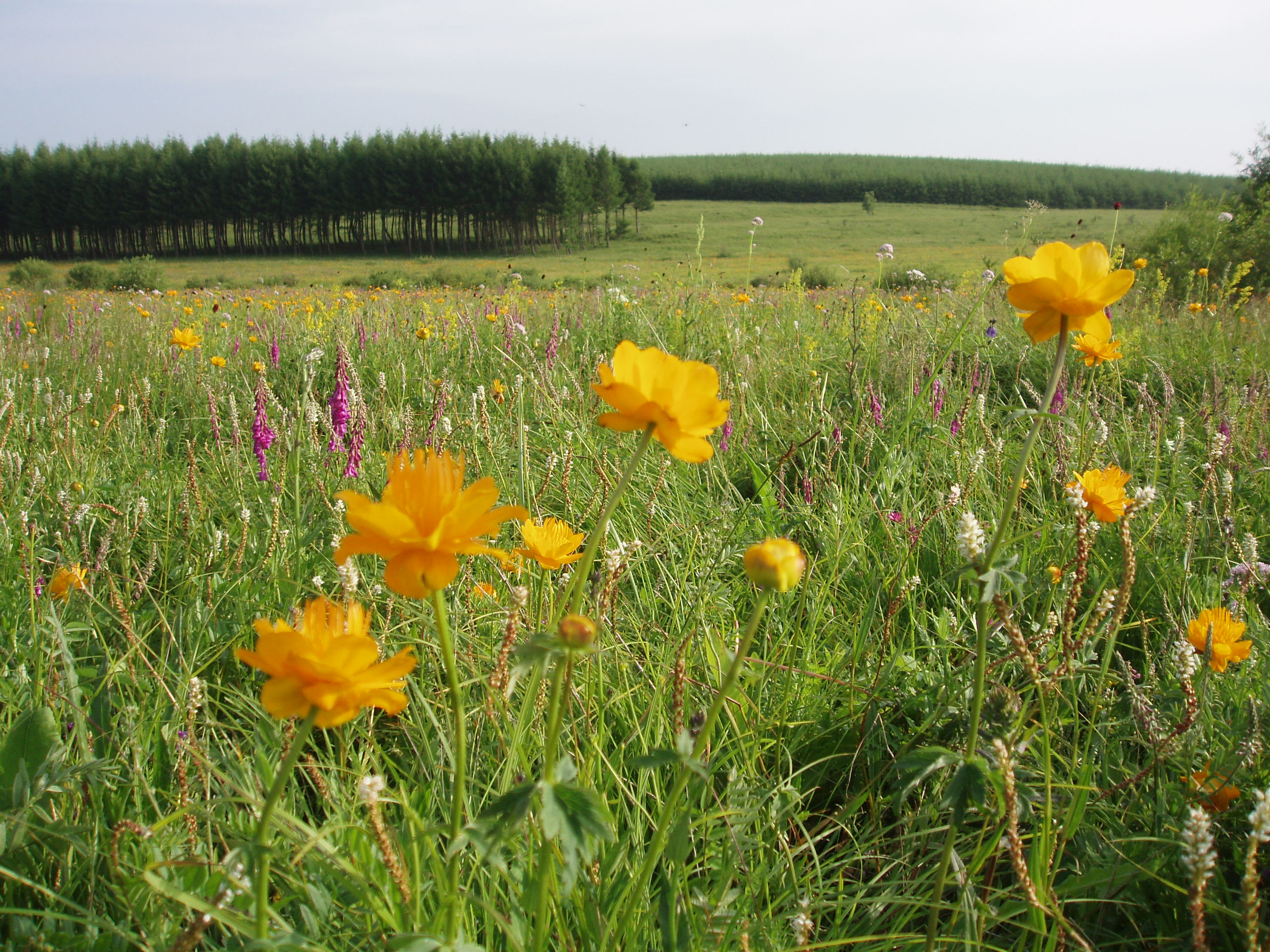
塞罕坝国家公园，承德市北部和内蒙古接壤
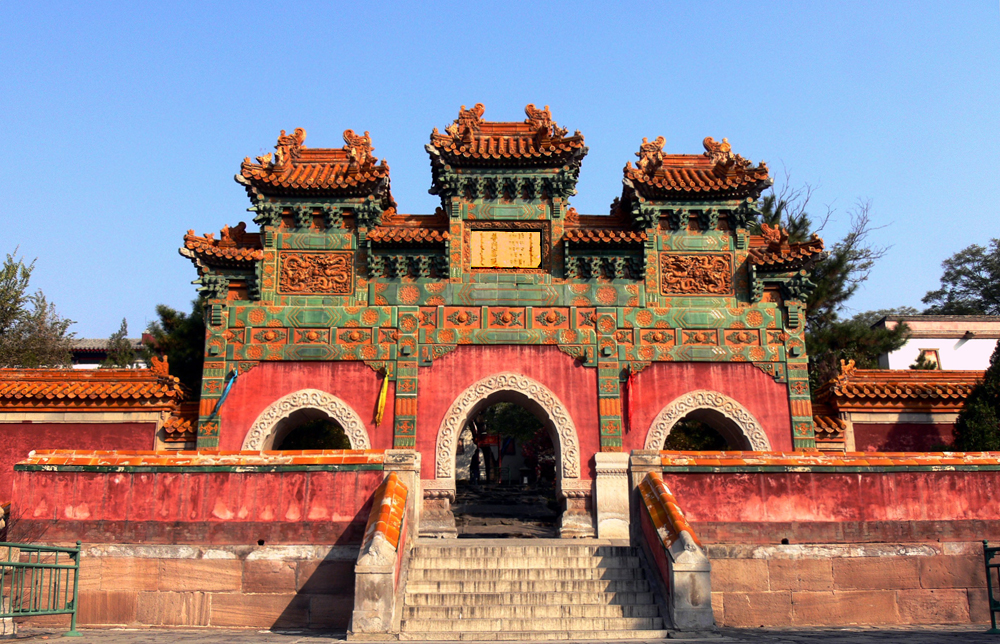
普陀宗乘之庙琉璃牌坊，为“三间四柱七楼”式样
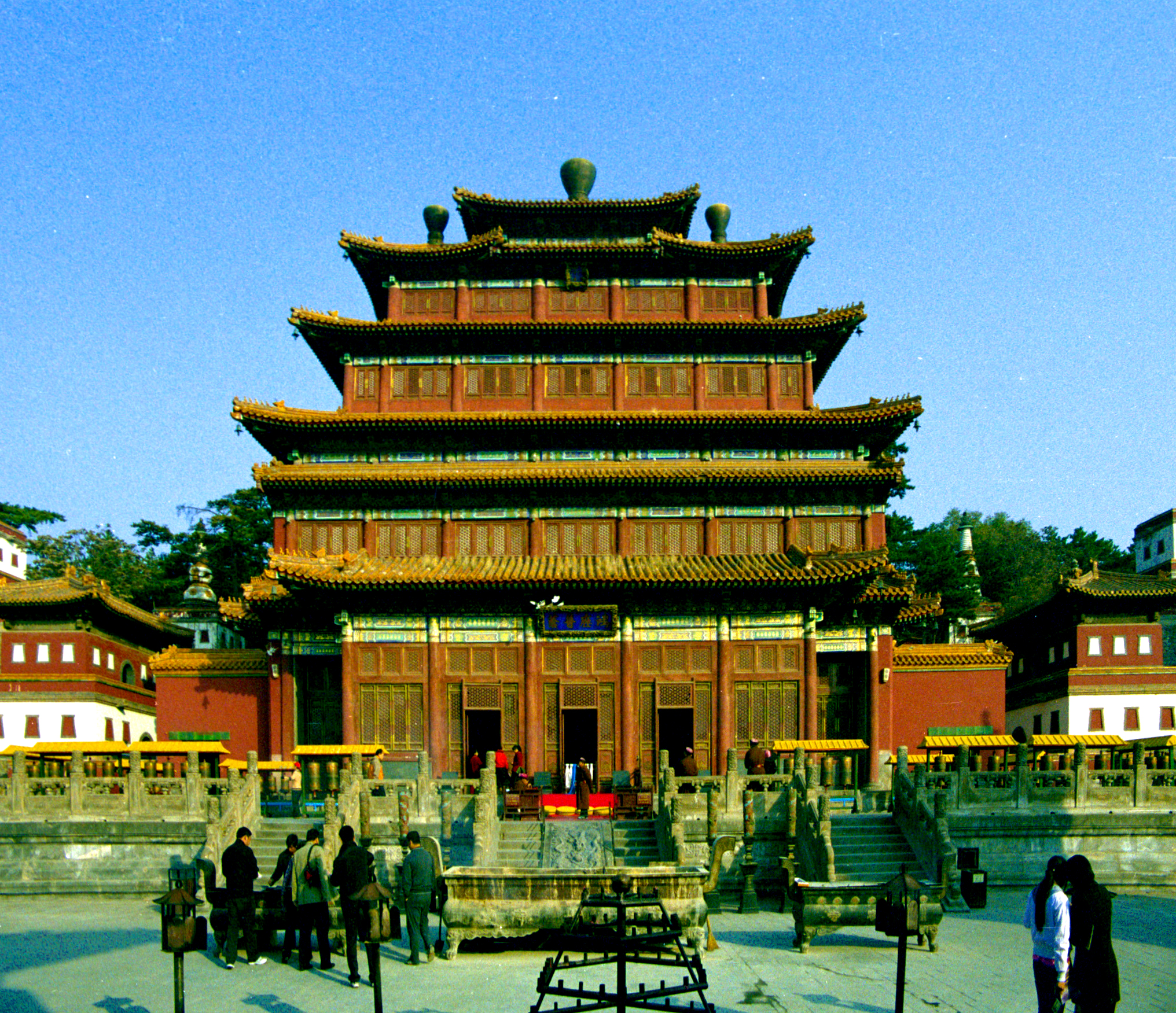
承德普宁寺
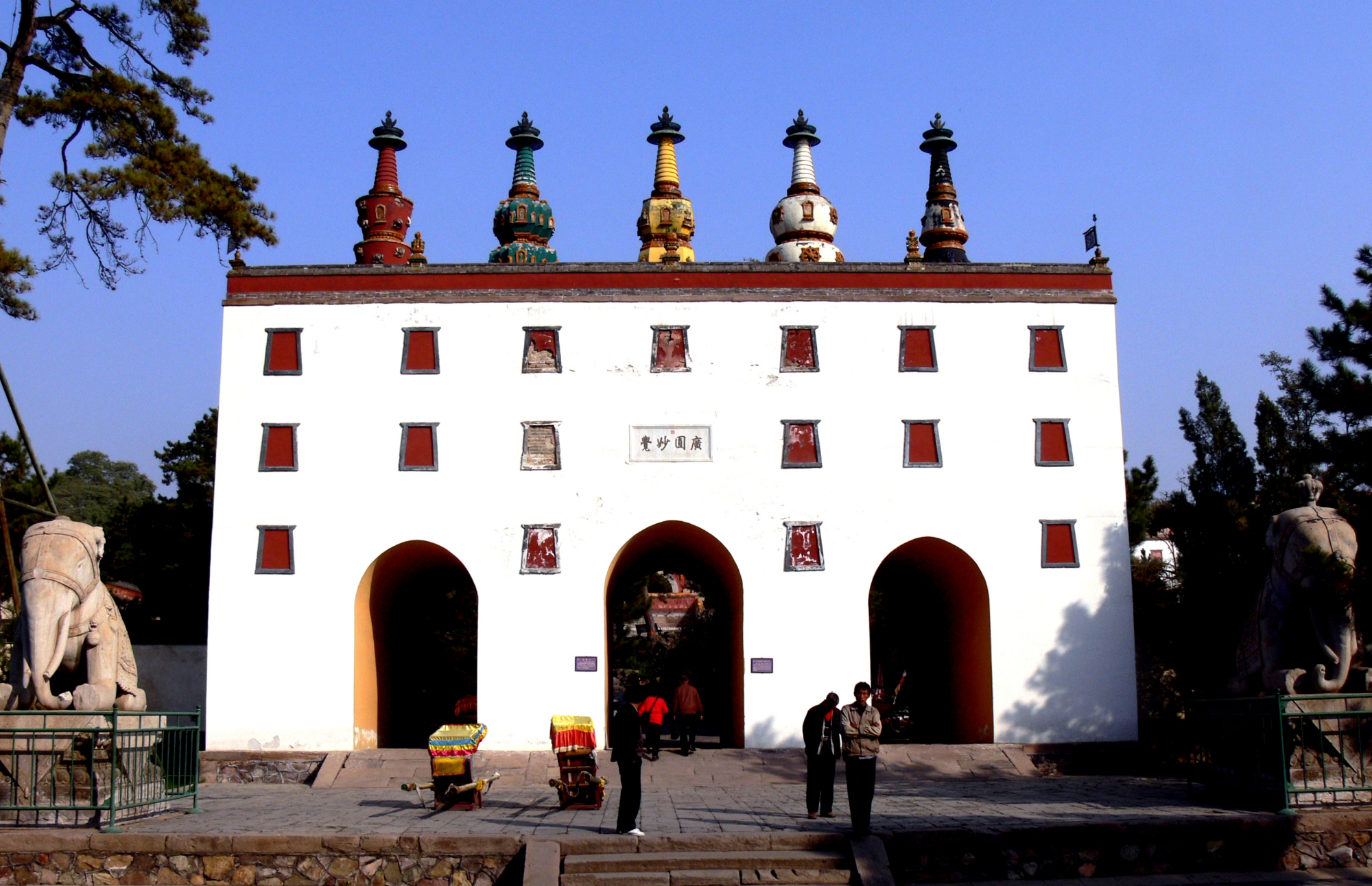
普陀宗乘之庙五塔门，白台上并立五座藏式塔，分别为黑、白、黄、绿、红五色
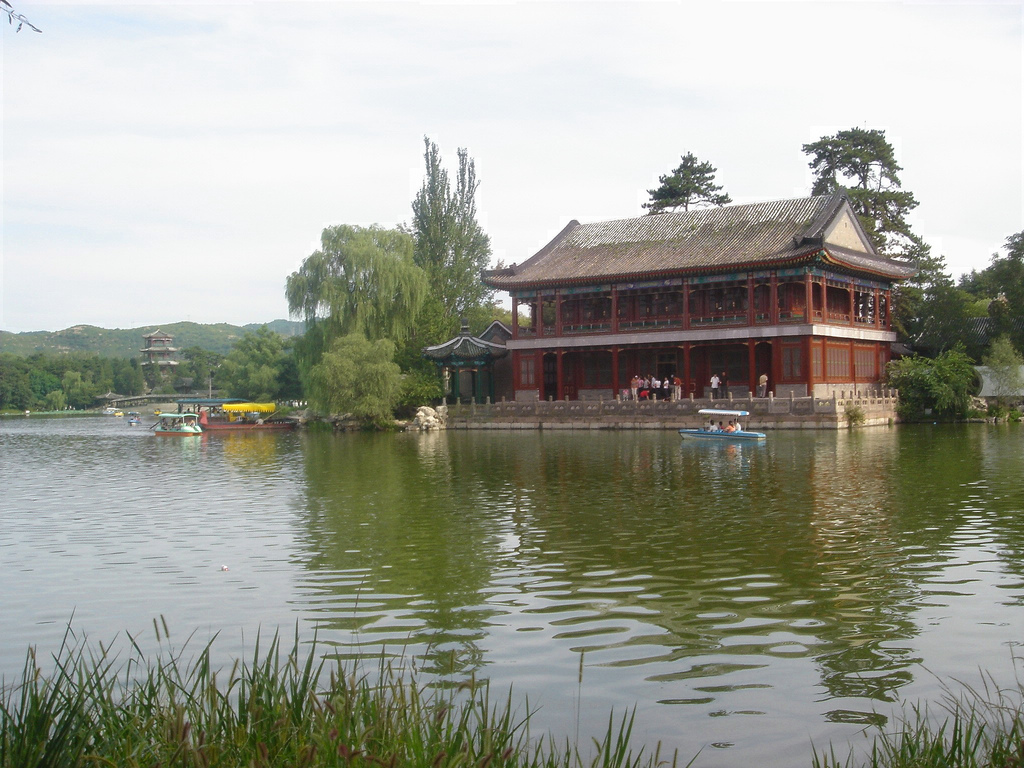
避暑山庄烟雨楼
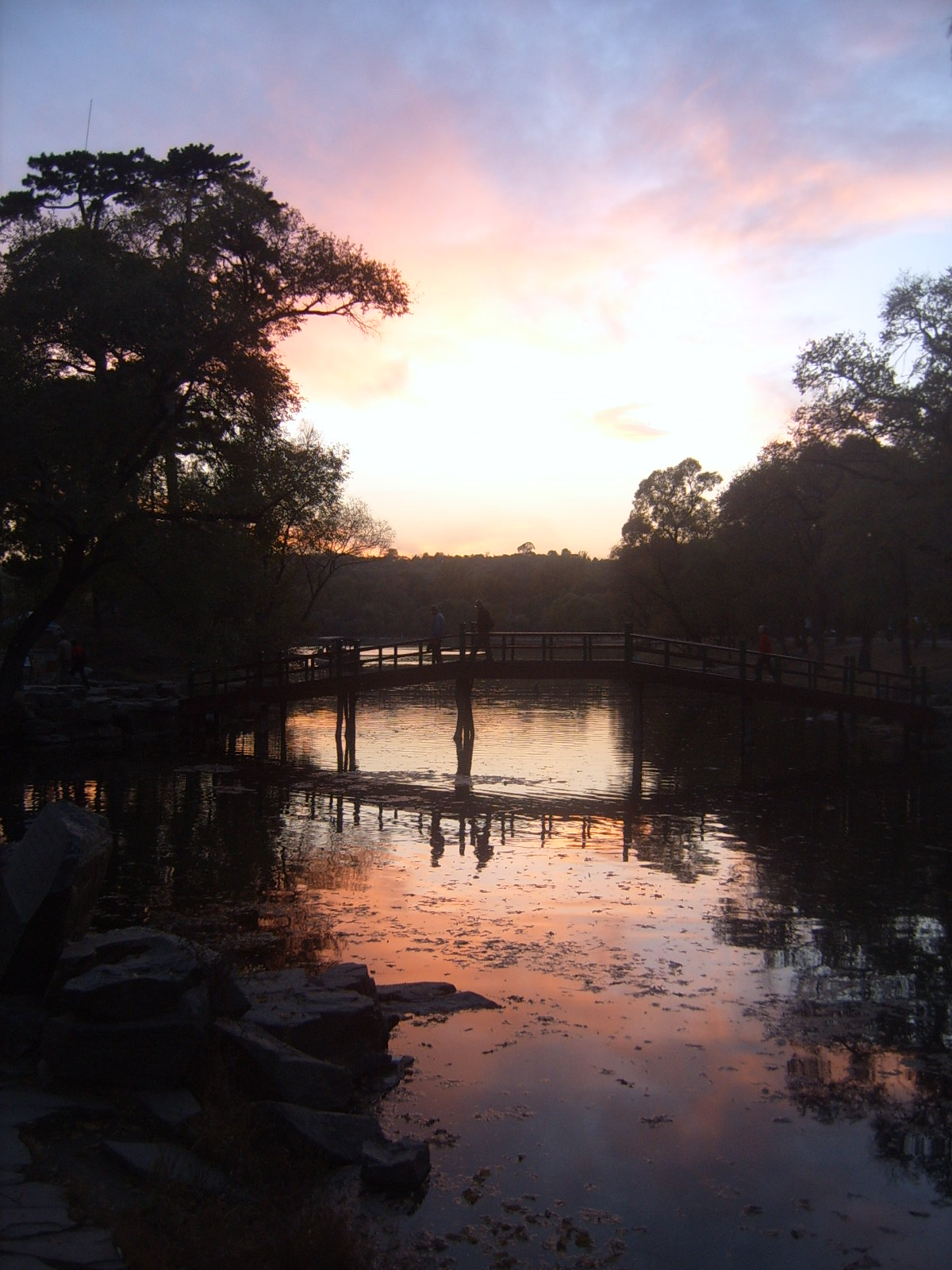
避暑山庄

### 引用
1. 1 2 3 4 5  . 承德市人民政府. 2019-07-23  [2025-08-08].
2. 1 2  安忠和. . 承德民族师专学报（现名：河北民族师范学院学报） (河北省承德市: 承德民族师范高等专科学校). 2003, (2003年第23卷第3期): 88—91  [2024-01-17]. ISSN 2095-3763. doi:10.3969/j.issn.2095-3763.2003.03.025 （简体中文）.
3. ↑  . 抗日战争纪念网. 2018-08-18  [2025-08-08].
4. ↑  . 中国气象局.   [2020-04-15].
5. ↑  . 中国气象局.
6. ↑  . 人民网地方领导资料库.   [2021-08-19]. （原始内容存档于2021-10-01）.
7. ↑  . 中国经济网.   [2025-01-22]. （原始内容存档于2025-02-17）.
8. ↑  . 人民网地方领导资料库.   [2022-01-14]. （原始内容存档于2022-01-14）.
9. ↑  . 中国经济网.   [2022-01-14]. （原始内容存档于2022-06-10）.
10. ↑  . 中华人民共和国民政部. 2019-11  [2020-07-27]. （原始内容存档于2020-02-04）.
11. ↑  . 承德市国土资源局.
12. ↑  . 承德日报.   [2021-10-07]. （原始内容存档于2021-10-08）.
13. ↑  中华人民共和国民政部. . 中国社会出版社. 2018年10月. ISBN 978-7-5087-5594-6.
14. ↑  承德市统计局、承德市第七次全国人口普查领导小组办公室. .
15. ↑  河北省统计局、河北省第七次全国人口普查领导小组办公室. .[]

### 书目
- 杨海涛：《世界文化遗产-避暑山庄及周围寺庙》，内蒙古文艺出版社，2000年6月。ISBN 978-7-80526-509-4
- 承德地区土肥工作站：《承德土壤》，1987年6月。